# Parafia św. Wojciecha w Kaszczorze
Parafia św. Wojciecha w Kaszczorze – parafia rzymskokatolicka, znajdująca się w archidiecezji poznańskiej, w dekanacie przemęckim. 